# Luis Delís
Luis Delís (Cuba, 6 de diciembre de 1957) es un atleta cubano, especializado en la prueba de lanzamiento de disco, aunque también destacó en impulso de bala. En lanzamiento de disco llegó a ser bronce olímpico en Moscú, Rusia, en 1980 y subcampeón del mundo en 1983.

## Carrera deportiva
En 1980 conquista medalla de bronce en los Juegos Olímpicos celebrados en Moscú, Rusia (ex-Unión Soviética), con lanzamiento de 66.32 metros. Ese mismo año, gana la DN Gala de Estocolmo, Suecia, con 68.04 metros; el PTS de Bratislava con 67.84 metros; el Golden Spike de Ostrav con 66.40 metros; ambos en Checoslovaquia. También triunfa en el RomIC de Bucarest, Rumania con 67.74 metros.
En el Mundial de Helsinki 1983 ganó la medalla de plata en el lanzamiento de disco, con un lanzamiento de 67.36 metros, tras el checoslvaco Imrich Bugár y por delante de otro checoslovaco Géjza Valent.